# Jonathan Jäger
Jonathan Jäger (ur. 23 maja 1978 w Metzu) – francuski piłkarz występujący na pozycji napastnika.

## Kariera
Jäger zawodową karierę rozpoczynał w 1996 roku w zespole FC Metz z Première Division. W tych rozgrywkach zadebiutował 11 października 1996 roku w przegranym 0:1 meczu z Paris Saint-Germain. 13 lutego 1998 roku w wygranym 1:0 pojedynku z RC Strasbourg strzelił pierwszego gola w Première Division. W tym samym roku wywalczył z klubem wicemistrzostwo Francji. W 1999 roku dotarł z nim do finału Pucharu Francji, ale zespół Metz przegrał tam 0:1 z RC Lens. W październiku 1999 Jäger został wypożyczony do drugoligowego CS Louhans-Cuiseaux. Latem 2000 roku powrócił do Metz. W 2002 roku spadł z nim do Ligue 2, a w 2003 roku powrócił z nim do Ligue 1 (wcześniej Première Division).
Latem 2004 roku Jäger odszedł do drugoligowego Le Havre AC. Jego barwy reprezentował przez 1,5 roku. W tym czasie zagrał tam w 36 ligowych meczach i zdobył w nich 5 bramek. W styczniu 2006 roku podpisał kontrakt z niemieckim 1. FC Saarbrücken, występującym w 2. Bundeslidze. W 2007 roku spadł z nim do Regionalligi Süd. W Saabrücken spędził jeszcze rok.
W 2007 roku Jäger przeszedł do drugoligowego klubu SC Freiburg. W 2009 roku awansował z nim do Bundesligi. W tych rozgrywkach zadebiutował 9 sierpnia 2009 roku w zremisowanym 1:1 meczu z Hamburgerem SV.